# Axel Ngando
Axel Ngando (Asnières-sur-Seine, 13 de julho de 1993) é um futebolista profissional francês que atua como meio-campo.

## Carreira
Axel Ngando começou a carreira no Rennes.